# Gerardo Yecerotte
Gerardo César Yecerotte Soruco (San Ramón de la Nueva Orán, Provincia de Salta, 28 de agosto de 1985) es un futbolista boliviano nacido en argentina. Juega como delantero y su actual equipo es el Mojocoya FC de la Asociación Chuquisaqueña de Fútbol

## Trayectoria

### Inicios y Real Potosí
Yecerotte disputó el Torneo del Interior con el Independiente de Hipólito Yrigoyen de su provincia natal. En el año 2006 fue a probar suerte a Bolivia. Tras entrenar en La Paz FC y no ser contratado, el entrenador Félix Berdeja lo llevó a Real Potosí, equipo con el que debutó en Primera División.

### Bolívar
El 12 de junio de 2012 fue presentado como nuevo fichaje del Bolívar de La Paz, club en el que estuvo hasta el 2016, obteniendo el mejor nivel en su carrera futbolista.

### Club San José
El 22 de junio de 2016 fue presentado como refuerzo del Club San José de Oruro, en donde no tuvo mucho protagonismo. Estuvo en el conjunto santo hasta 2017.

### Regreso a Real Potosí
El 16 de julio de 2017, Gerardo Yecerotte volvió al club en el que fue figura, pero no tuvo el mismo protagonismo de sus primeros años.

### Nacional Potosí
El 3 de enero de 2018, fue contratado por el club Nacional Potosí.

### Wilstermann Cooperativas
El 10 de julio de 2019 fue refuerzo del Wilstermann Cooperativas, club de la Asociación de Fútbol Potosí.

### Segundo regreso a Real Potosí
El año 2020 volvió al Club Real Potosí como refuerzo.

## Selección nacional
A pesar de haber nacido en Argentina, Yecerotte puede jugar por la selección de fútbol de Bolivia al poseer su madre nacionalidad boliviana. Disputó su primer partido con la Verde el 6 de junio de 2009, en la derrota por 1:3 ante Venezuela en La Paz, por las eliminatorias a la Copa Mundial de 2010. El 9 de septiembre del mismo año marcó su primer gol internacional, en la derrota por 1:3 ante Ecuador.

## Clubes
| Club                     | País    | Año           |
| ------------------------ | ------- | ------------- |
| Real Potosí              | Bolivia | 2006-2012     |
| Bolívar                  | Bolivia | 2012-2016     |
| San José                 | Bolivia | 2016-2017     |
| Real Potosí              | Bolivia | 2017          |
| Nacional Potosí          | Bolivia | 2018          |
| Wilstermann Cooperativas | Bolivia | 2019          |
| Real Potosí              | Bolivia | 2020-2021     |
| Mojocoya FC              | Bolivia | 2022-presente |

## Palmarés

### Títulos nacionales
| Título          | Club        | País    | Año  |
| --------------- | ----------- | ------- | ---- |
| Torneo Apertura | Real Potosí | Bolivia | 2007 |
| Torneo Clausura | Bolívar     | Bolivia | 2013 |
| Torneo Apertura | Bolívar     | Bolivia | 2014 |
| Torneo Clausura | Bolívar     | Bolivia | 2015 |